# Mahogany
Mahogany è un film del 1975 diretto da Berry Gordy.

## Trama
Tracy Chambers lavora come segretaria in un negozio di lusso a Chicago, ma la sua aspirazione è quella di affermarsi come fashion designer. Quando un fotografo di moda, Sean, la chiama a Roma per impiegarla come modella, Tracy lascia l'uomo che ama - un politico, Brian Walker, che si batte per evitare la gentrificazione nel suo quartiere - e raggiunge la capitale italiana. Qui Tracy diventa Mahogany e conquista finalmente il successo, dapprima come fotomodella e, poi, grazie all'interessato aiuto di un maturo industriale, il conte Christian Rosetti, anche come creatrice di moda. Ma la pressione che la vita da star le impone si fa presto sentire e Tracy capisce che la sua carriera è emotivamente vuota vista l'assenza del suo amato Brian, così dopo aver avviato con successo la sua prima collezione, abbandona tutto e torna a Chicago, per schierarsi accanto a Brian nelle sue battaglie politiche.

## Colonna sonora
- Il tema principale del film è Do You Know Where You're Going To (intitolata ufficialmente: Theme from Mahogany (Do You Know Where You're Going To), scritta da Michael Masser, Gerry Goffin e Lee Holdridge ed incisa da Diana Ross (si tratta di una cover di un brano inciso nel 1973 da Thelma Houston)[1][2][3]. Il brano si guadagnò una nomination al Premio Oscar come miglior canzone.[4]